# 須磨海浜公園駅
須磨海浜公園駅（すまかいひんこうえんえき）は、兵庫県神戸市須磨区松風町五丁目にある、西日本旅客鉄道（JR西日本）山陽本線の駅である。駅番号はJR-A67。「JR神戸線」の愛称区間に含まれている。

## 歴史
当駅は請願駅ではなく、JR西日本が建設費を全額負担して建設された駅である。駅設置計画当初は2007年（平成19年）3月18日に、さくら夙川駅との同時開業を予定していたが、建設工事が遅れたことなどから、開業は2008年（平成20年）3月15日に延期となった。

### 年表
- 2005年（平成17年）3月30日：駅建設工事が開始される。仮駅名は須磨海浜公園前駅であった[2]。
- 2007年（平成19年）9月19日：JR西日本が正式駅名を須磨海浜公園駅に決定。
- 2008年（平成20年）3月15日：西日本旅客鉄道（JR西日本）によって、山陽本線（JR神戸線）の鷹取駅 - 須磨駅間に新設開業[1]。
- 2014年（平成26年）7月16日：接近メロディを開業当時から使用していたかもめの水兵さん[3]から、JR神戸線標準接近メロディに変更[4]。
- 2018年（平成30年）3月17日：駅ナンバリングが導入され、使用を開始する[5]。

## 駅構造

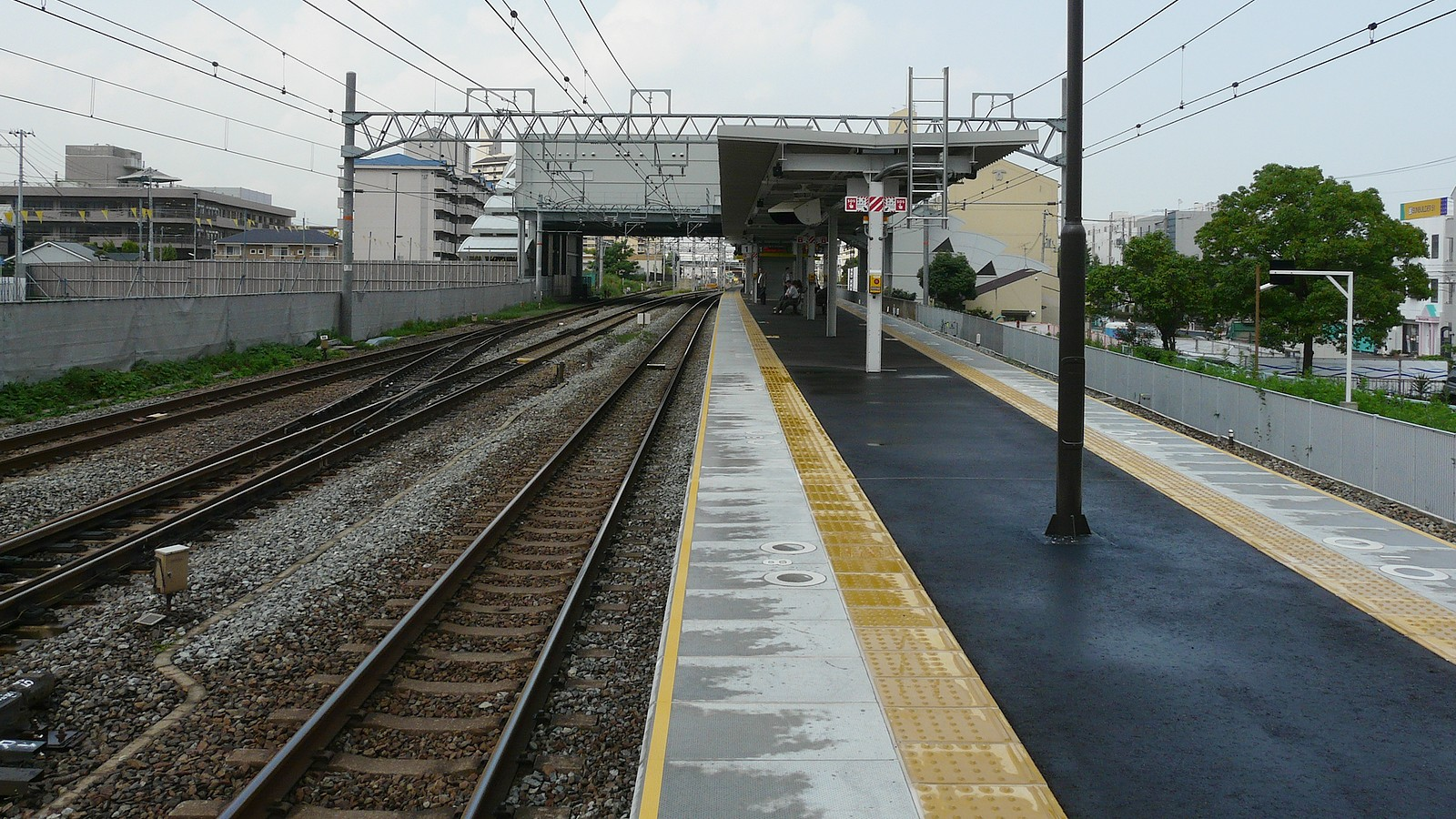
構内

普通列車のみの停車であることから、電車線にのみ島式1面2線の8両編成対応ホームが設置されている。列車線にはホームが設置されておらず、分岐器や絶対信号機も持たないため、停留所に分類される。渡り線が須磨寄りにあるが、これは神戸貨物ターミナル駅の設備である。みどりの券売機プラスが設置されている。

### のりば
| のりば | 路線     | 方向 | 行先                   |
| ------ | -------- | ---- | ---------------------- |
| 1      | JR神戸線 | 上り | 三ノ宮・尼崎・大阪方面 |
| 2      | JR神戸線 | 下り | 明石・姫路方面         |

- 上表の路線名は旅客案内上の名称（愛称）で表記している。

### 接近メロディ
2008年3月15日の開業時から2014年7月15日までは「かもめの水兵さん」をアレンジしたものが接近メロディとして導入されていたが、7月16日からJR神戸線標準メロディの「さざなみ」の音質見直し版に変更された。なお、2015年3月12日からは当駅で使われている音質見直し版を、JR神戸線内の各駅ならびに山陽本線姫路駅 - 相生駅間各駅および上郡駅・赤穂線播州赤穂駅に拡大した。

## ダイヤ
日中時間帯は1時間に8本が停車する。朝ラッシュ時は本数が多くなる。
以下に、発車する運転系統・停車駅・本数（日中）の一覧を示す。
| 本数   | 路線（西方向）                                 | 系統・種別 | 路線（東方向）                                                             | 本数   | 備考 |
| ------ | ---------------------------------------------- | ---------- | -------------------------------------------------------------------------- | ------ | ---- |
| 4本/時 | 西明石－・・・－垂水－塩屋－須磨－須磨海浜公園 | 普通       | 須磨海浜公園－鷹取－新長田－兵庫－神戸－・・・－尼崎－・・・－高槻・四条畷 | 8本/時 |      |
| 4本/時 | 須磨－須磨海浜公園                             | 普通       | 須磨海浜公園－鷹取－新長田－兵庫－神戸－・・・－尼崎－・・・－高槻・四条畷 | 8本/時 |      |

## 利用状況
「兵庫県統計書」によると、2022年（令和４年）度の1日平均乗車人員は5,861人である。
開業以降の1日平均乗車人員は下表の通りである。
| 年度               | 1日平均乗車人員 | 1日平均乗車人員 |
| 年度               | 総数            | 定期            |
| ------------------ | --------------- | --------------- |
| 2008年（平成20年） | 4,437           | 1,969           |
| 2009年（平成21年） | 5,117           | 2,515           |
| 2010年（平成22年） | 5,418           | 2,805           |
| 2011年（平成23年） | 5,712           | 3,011           |
| 2012年（平成24年） | 5,770           | 3,003           |
| 2013年（平成25年） | 5,986           | 3,143           |
| 2014年（平成26年） | 6,221           | 3,281           |
| 2015年（平成27年） | 6,382           | 3,411           |
| 2016年（平成28年） | 6,529           | 3,531           |
| 2017年（平成29年） | 6,669           | 3,679           |
| 2018年（平成30年） | 6,580           | 3,706           |
| 2019年（令和元年） | 6,588           | 3,754           |
| 2020年（令和２年） | 5,368           | 3,416           |
| 2021年（令和３年） | 5,506           | 3,511           |
| 2022年（令和４年） | 5,861           | 3,581           |

## 駅周辺
- 須磨海浜公園[1]
  - 神戸須磨シーワールド
  - 和田岬灯台
  - 須磨海岸（正式には隣の須磨駅からと案内されているが、この駅からも徒歩5分で行く事ができる[要出典]）
  - 山陽電鉄月見山駅
- 綱敷天満宮
- 神戸市立西須磨小学校
- 須磨税務署
- 須磨年金事務所
- 兵庫大学附属須磨ノ浦高等学校
- 新須磨病院
- 若宮病院
- 神戸衣掛郵便局（駅南側）・神戸南町郵便局（駅北側）

当駅開業に合わせ、周辺地域にマンションが相次いで建設されている。駅前には、フィットネスクラブ・コンビニなどが入店する商業ビルや医療施設・高齢者向け賃貸住宅が建設された。当駅東側にある旧国鉄官舎（JR西日本松風社宅）跡地に、東半分はマックスバリュ須磨海浜公園駅前店が開業（ジェイアール西日本不動産開発の設置する須磨松風商業施設の核テナントの扱い）、西半分にはJR西日本が分譲マンション（ジェイグラン須磨海浜公園）を竣工させた。
当駅と名称の類似した山陽電気鉄道本線の須磨浦公園駅が当駅から西へ3kmほど離れた位置にある。なお、月見山駅および須磨寺駅は当駅から北方向の至近にある。

### バス路線
すべて神戸市バスの路線である。なお、75系統は神姫バスも担当する。
松風町
- 10系統：神戸須磨シーワールド

須磨区民センター
- 10系統：神戸須磨シーワールド
- 75系統・区系統：JR鷹取駅 / 妙法寺駅前

## その他
ゲームソフト『電車でGO!3通勤編』では、当駅が開業する前に発売されたため収録されていない。

## 隣の駅
西日本旅客鉄道（JR西日本）
 JR神戸線（山陽本線）
■新快速・■快速
通過
■普通（JR東西線・学研都市線内で区間快速となる列車を含む）
鷹取駅 (JR-A66) - 須磨海浜公園駅 (JR-A67) - 須磨駅 (JR-A68)